# Terzo di Aquileia
Terzo di Aquileia (Tierç di Aquilee in friulano standard, Tiars nella variante locale; Ters in dialetto bisiaco) è un comune italiano di 2 672 abitanti del Friuli-Venezia Giulia. Il nome, come è rappresentato anche nel simbolo comunale, trae origine dal fatto che il paese sorge lungo la via Iulia Augusta ove un tempo si trovava una pietra miliare indicante in tre miglia romane la distanza da Aquileia.

## Geografia fisica
Il comune si trova nel cuore della Bassa Friulana orientale, tra i comuni di Cervignano del Friuli e Aquileia. È attraversato dalla strada statale 352 e bagnato dall'omonimo fiume Terzo, che assieme ai canali affluenti Anfora e Morona, funge da confine con il comune di Aquileia. Terzo confina inoltre con i comuni di Villa Vicentina, Torviscosa (attraverso il fiume Ausa) e Grado (attraverso la laguna oltre che da terra).

## Storia
Da Terzo di Aquileia passavano due importanti strade romane, la via Annia e la via Postumia, che giungevano entrambe ad Aquileia. Terzo, in particolare, distava tre miglia da Aquileia, da cui il nome in latino del centro abitato (Ad Tertium), che esisteva già in questa epoca storica. Nel 1800 la ricca famiglia dei Vianello, proprietari del palazzo Vianello ora sede del comune, istituì un proprio autogoverno cittadino.

### Simboli
Lo stemma e il gonfalone sono stati concessi con decreto del presidente della Repubblica del 6 gennaio 1953.
Il gonfalone è un drappo di verde.

## Monumenti e luoghi d'interesse

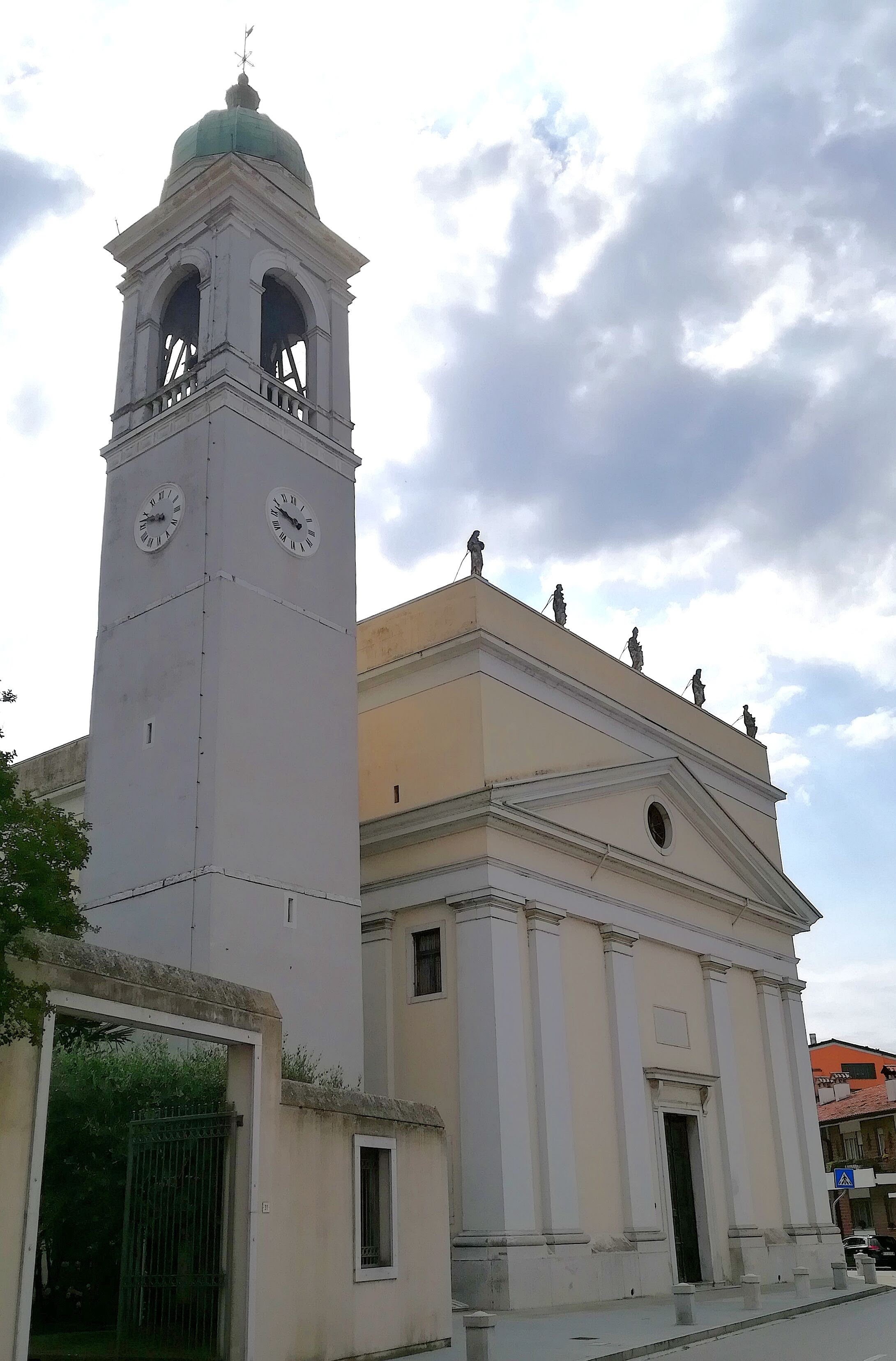
La chiesa parrocchiale di San Biagio

Tra gli edifici più rappresentativi del paese c'è la chiesa di San Biagio, in stile neoclassico; fu costruita nel 1843 e consacrata l'8 novembre 1846. Dell'abside conserva l'affresco che rappresenta la Trinità con cori di angeli, eseguito nel XIX secolo da Sebastiano Santi.
La chiesa di San Martino sorge nell'omonima frazione; l'edificio, pur essendo di minori dimensioni rispetto alla chiesa di San Biagio, è più ricca di storia. 
Notevole è l'ex Palazzo Vianelli, il cui attuale aspetto si deve alle profonde trasformazioni operate nel corso del XVIII secolo.
In un parco pubblico, lungo la via Julia Augusta, sono presenti i totem monumentali di Luciano Ceschia.

## Società

### Evoluzione demografica
Abitanti censiti

### Lingue e dialetti
A Terzo di Aquileia, accanto alla lingua italiana, la popolazione utilizza la lingua friulana. Ai sensi della Deliberazione n. 2680 del 3 agosto 2001 della Giunta della Regione autonoma Friuli-Venezia Giulia, il Comune è inserito nell'ambito territoriale di tutela della lingua friulana ai fini della applicazione della legge 482/99, della legge regionale 15/96 e della legge regionale 29/2007.
La lingua friulana che si parla a Terzo di Aquileia rientra fra le varianti appartenenti al friulano goriziano.

## Cultura
La viticultura fa parte della tradizione da molti anni, numerose sono le aziende vinicole sul territorio. Il territorio è parte integrante della Strada del vino di Aquileia

### Eventi
L'evento più caratteristico di Terzo di Aquileia è la festa della zucca. Questo avvenimento si tiene nella frazione di San Martino e si ripete ogni anno il sabato e la domenica della terza settimana d'ottobre. È inoltre presente la sagra di San Pieri, un evento che si svolge l'ultimo weekend di Giugno presso la chiesa di San Biagio.